# 圖奧爾巴河
圖奧爾巴河是俄羅斯的河流，屬於勒拿河的右支流，由薩哈共和國負責管轄，河道全長395公里，流域面積約15,800平方公里，發源自阿爾丹山原，河水主要來自雨水。